# Толкачов Борис Вікторович
Борис Вікторович Толкачов (рос. Борис Викторович Толкачёв; нар. 1 серпня 1966) — радянський та російський футболіст, захисник, тренер.

## Клубна кар'єра
Професійну кар'єру розпочав у 1983 році в курському «Авангарді», в складі якого, з перервою, виступав до 1988 року, провівши за цей час 71 матч.
У 1991 році перейшов у «Кубань», в складі якої в тому сезоні провів 19 матчів у Першій лізі СРСР. У 1992 році дебютував у Вищій лізі Росії, всього в тому сезоні зіграв 21 матч.
У 1992 році виїхав за кордон. Спочатку захищав кольори українського клубу Нива (Вінниця), в складі якої зіграв у 8-ми матчах чемпіонату України, а потім провів сезон у першоліговому білоруському клубі «Будівельник» (Вітебськ), в складі якого зіграв 5 матчів.
У 1994 році повернувся до Росії й підписав контракт з «Авангардом», за який потім виступав до 1998 року, провівши за цей час 155 ігор і забив 2 голи в першості, і ще зіграв у 6 матчах Кубку Росії.
У 2002 році провів свій останній професійний сезон у складі новомосковського «Дона», за який виступав до 31 липня, зігравши 11 матчів у першості, і ще 1 гру провівши в Кубку, «відзначившись» в ній автоголом.

## Після завершення кар'єри
Після завершення кар'єри професійного гравця виступав за збірну ветеранів курського «Авангарду, в зіграному 23 серпня 2008 року в рамках святкування 65-річчя Перемоги в Курській битві товариському матчі з командою ветеранів збірної колишнього СРСР був визнаний найкращим гравцем матчу.